# Liste der Naturdenkmale in Fellbach
| Naturdenkmale | Anzahl |
| ------------- | ------ |
| FND           | 19     |
| END           | 0      |
| Gesamt        | 19     |

Die Liste der Naturdenkmale in Fellbach nennt die verordneten Naturdenkmale (ND) der im baden-württembergischen Rems-Murr-Kreis liegenden Stadt Fellbach. In Fellbach gibt es insgesamt 19 als Naturdenkmal geschützte Objekte, davon 19 flächenhafte Naturdenkmale (FND) und kein Einzelgebilde-Naturdenkmal (END).
Stand: 29. Oktober 2016.

## Flächenhafte Naturdenkmale (FND)
| Name                                                  | Bild | Kennung     | Einzelheiten                | Position | Fläche Hektar | Datum         |
| ----------------------------------------------------- | ---- | ----------- | --------------------------- | -------- | ------------- | ------------- |
| Bachlauf mit Gehölz                                   |      | 81190200002 | Remseck am Neckar, Fellbach | ⊙        | 0,5           | 31. Dez. 1986 |
| Dietbach-Quellen                                      | BW   | 81190200006 | Fellbach                    | ⊙        | 0,3           | 31. Dez. 1986 |
| Flurgehölz im Obstwiesengelände                       |      | 81190200003 | Fellbach                    | ⊙        | 0,1           | 31. Dez. 1986 |
| Gehölz am sogenannten Postweg                         |      | 81190200010 | Fellbach                    | ⊙        | 0,5           | 23. Aug. 1979 |
| Hohlweg der alten Straße von Waiblingen nach Öffingen | BW   | 81190790008 | Fellbach, Waiblingen        | ⊙        | 0,8           | 31. Dez. 1986 |
| Hohlweg und Gehölz „Bernhardslauch“                   |      | 81180810006 | Remseck am Neckar, Fellbach | ⊙        | 0,3           | 7. Juli 1989  |
| Holderbrunnen, Quelle und drei Weiden                 |      | 81190200013 | Fellbach                    | ⊙        | 0,0           | 23. Aug. 1979 |
| Klebwald-Rest am oberen Weidachtal                    | BW   | 81190200014 | Fellbach                    | ⊙        | 0,5           | 23. Aug. 1979 |
| Lindenbühl-See                                        |      | 81190200008 | Fellbach                    | ⊙        | 0,2           | 13. Nov. 1992 |
| Pfeiferhalde                                          |      | 81190200016 | Fellbach                    | ⊙        | 0,6           | 13. Nov. 1992 |
| sogenannter „Kleiner Allmendrain“                     | BW   | 81190200009 | Fellbach                    | ⊙        | 0,4           | 30. Juli 1974 |
| sogenannter „Ochsenfriedhof“                          |      | 81190200012 | Fellbach                    | ⊙        | 0,0           | 23. Aug. 1979 |
| Sogenanntes „Kaiserbrünnele“                          | BW   | 81190200007 | Fellbach                    | ⊙        | 0,3           | 31. Dez. 1986 |
| Steppenheide am sogenannten Postweg                   |      | 81190200011 | Fellbach                    | ⊙        | 0,1           | 30. Juli 1974 |
| Teich beim alten Postweg mit Umgebung                 | BW   | 81190200001 | Fellbach                    | ⊙        | 0,5           | 31. Dez. 1986 |
| Trockenrasen mit Gebüsch                              |      | 81190200015 | Fellbach                    | ⊙        | 0,2           | 13. Nov. 1992 |
| Wegbegleitendes Flurgehölz                            |      | 81190200004 | Fellbach                    | ⊙        | 0,2           | 31. Dez. 1986 |
| Weiden am Finkenbach                                  |      | 81190200005 | Fellbach, Waiblingen        | ⊙        | 0,1           | 31. Dez. 1986 |
| 1 Holbrunnen mit Bachlauf                             |      | 81110001102 | Stuttgart, Fellbach         | ⊙        | 0,1           | 24. Juni 2003 |
| Legende für Naturdenkmal                              |      |             |                             |          |               |               |